# Maria Giuseppa Robucci
Maria Giuseppa Robucci, vedova Nargiso (Poggio Imperiale, 20 marzo 1903 – Poggio Imperiale, 18 giugno 2019), è stata una supercentenaria italiana vissuta 116 anni e 90 giorni.
Era la seconda persona vivente più longeva del mondo al momento della sua morte, dietro alla giapponese Kane Tanaka (1903-2022) e dal 6 luglio 2018 ha detenuto il titolo di decana d'Europa e d'Italia, dopo la scomparsa di Giuseppina Projetto. È la seconda persona più longeva di sempre nata in Italia, dopo Emma Morano, la sesta in Europa e la 26ª più longeva di tutti i tempi, tra quelle documentate con certezza.

## Biografia
Maria Giuseppa Robucci nacque a Poggio Imperiale in provincia di Foggia. Gestì a lungo il bar del paese assieme al marito Nicola Nargiso, morto nel 1982.
Ebbe cinque figli: tre maschi e due femmine, tra cui Concetta, divenuta poi suor Nicoletta delle Suore Sacramentine di Bergamo, che si trasferì presso la casa di riposo di San Severo per accudire la madre, nove nipoti e sedici pronipoti.
Al momento della sua morte i figli avevano rispettivamente 90, 85, 82, 77 e 76 anni.
Maria Giuseppa Robucci, che nel 2003 al compimento dei 100 anni fu invitata alla trasmissione su Rai Uno La vita in diretta, in età molto avanzata ebbe due ospedalizzazioni importanti, una nel 2014 quando a 111 anni fu operata al femore che si era rotto dopo una brutta caduta, e l'altra nel 2017 per un'operazione al seno.
Nel 2012 venne insignita del titolo di sindaco onorario del comune di Poggio Imperiale.
Aveva dichiarato più volte di mangiare poco e sano: non beveva alcolici né fumò mai sigarette.
Il 20 marzo 2019 compì 116 anni, terza italiana a raggiungere questo traguardo, mentre il 27 aprile 2019, all'età di 116 anni e 38 giorni, diviene la seconda italiana più longeva di sempre, superando Giuseppina Projetto.
Il 26 maggio 2019, all'età di 116 anni e 67 giorni, votò alle elezioni parlamentari europee. 
Morì all'alba del 18 giugno 2019, all'età di 116 anni e 90 giorni, cedendo il titolo di decana d'Europa alla francese Lucile Randon e quello di decana d'Italia ad Anna Benericetti.